# G10-es gyorsított személyvonat
A G10-es gyorsított személyvonat egy budapesti elővárosi vonat, ami 2016. december 12-e óta közlekedik ezen a néven Budapest és Győr között. Vonatszámuk négyjegyű, 93-mal kezdődik.

## Története
2013-ban elkezdték bevezetni a viszonylatjelzéseket a budapesti vasútvonalakon. Az augusztusi próbaüzemet követően december 15-től a Déli pályaudvarra érkező összes vonat S-, G- vagy Z- előtagot (Személy, Gyors, Zónázó) és kétjegyű számból álló utótagot kapott. Utóbbit a vasútvonal számozása alapján, így lett az 1-es számú vasútvonalon közlekedő Győr/Tatabánya és Budapest között közlekedő személyvonat S10-es jelzésű. A G10-es jelzésű gyorsított személyvonat a tervek szerint ekkor naponta egyszer közlekedett volna, Győrből indulva, Tatabányáig mindenhol megállva, onnan pedig csak Bicskén és Kelenföldön, végül a Déli pályaudvarra érkezve. Ez a járat végül szintén az S10-es jelzést kapta.
A 2016–2017. évi menetrendben jelent meg először a G10-es gyorsított személyvonat, munkanapokon délután három vonat Budapest-Keleti pályaudvarról Győrbe közlekedett, és csak a forgalmasabb állomásokon állt meg. Az ellenkező irányban is jártak gyorsított személyvonatok, de ezek nem kaptak külön számjelzést.
A 2017–2018. évi menetrendben bevezették a vasárnap Budapest felé közlekedő gyorsított személyvonatokat is, egy évvel később pedig a péntekit is, ám külön számjelzés nélkül. A 2019. december 15-étől érvényes menetrendben ezek a járatok is megkapták a G10-es jelzést.
2020. december 14-étől Bicskéről új G10-es járatokat indítottak, ezek csak Kelenföldig járnak (vonatszámuk 48-cal kezdődik). Ezzel egy időben a Győrből közlekedő gyorsított személyvonatok újra jelzés nélkül közlekednek, változatlan indulási időkkel és megállási renddel.
2021. december 12-étől a vasárnaponként közlekedő gyorsított személyvonatok InterRégióként közlekednek.
2022/2023-as menetrendváltással egy hétköznap délutáni Hegyeshalom felé közlekedő G10-es gyorsított vonat, már jelzés nélküli személyvonatként közlekedik változatlan megállási renddel.
2023. augusztus 28-ától munkanapokon új G10-es járat közlekedik Győrből Budapest-Déli pályaudvarra (vonatszám: 4919)'.
2023-tól STADLER KISS motorvonatok is közlekednek a viszonylaton. 
2024 nyarától a Bombardier Talent motorvonatok már nem közlekednek a viszonylaton. 
2025 nyarán egy szerelvényt BVmot motorvonattal adnak ki a motorvonat-hiány miatt. 

## Útvonala
G10-es jelzéssel több járat is közlekedik. Munkanapokon reggel Bicskéről indul három vonat Budapest-Kelenföldre, reggel Győrből induló egy Déli pályaudvarra, délután pedig a Keleti pályaudvarról indul 2-3 járat Győrbe. A bicskei járatok kizárólag Stadler FLIRT-ökkel, a Győri járatok vegyesen, STADLER FLIRT és STADLER KISS motorvonatokkal vannak kiadva. Késő este mindennap közlekedő G10-es gyorsított vonat indul a Keleti pályaudvarról Győrbe, ezek Komáromtól minden állomáson és megállóhelyen megállnak. A szerelvényt MÁV InterCity-kocsikból állítják össze.
}
| 0   | 0  | Budapest-Keleti induló végállomás    | | |
| 9   | 9  | Ferencváros                          | 1 281 S36 , G43 , InterRégió, gyorsvonat | |
| 17  | 17 | Budapest-Kelenföld érkező végállomás | 23 | 1, 19, 49 8E, 40, 40B, 40E, 53, 58, 87, 87A, 88, 88A, 101B, 101E, 108E, 141, 150, 150B, 153, 154, 172, 173, 187, 188, 188E, 250, 250B, 251, 251A, 251E, 272 689, 691, 710, 712, 715, 720, 722, 724, 725, 727, 731, 732, 734, 735, 736, 760, 762, 763, 764, 767, 770, 774, 775, 778, 779, 798, 799 S10 , S12 , S30 , G30 , Z30 , S34 , S35 , S36 , S40 , G40 , Z40 , S42 , Z42 , G43 , G44 , IC, EC, EN, InterRégió, személyvonat, sebesvonat, gyorsvonat, expresszvonat, |
| 27  | 27 | Biatorbágy                           | 11 | 762, 778, 782 1253, 1254 S10 , S12 |
| 36  | 36 | Bicske alsó                          | 2 | S10 , S12 |
| 39  | 39 | Bicske induló végállomás             | 0 | 702, 760, 784, 8011, 8106, 8120, 8128, 8181, 8432, 8435, 8437 S10 , S12 , InterRégió |
| 51  | 51 | Alsógalla                            | | 8, 9, 53B, 57, 59, 59I S10 , S12 |
| 55  | 55 | Tatabánya                            | 1, 1D, 1G, 2, 5, 5P, 6, 9, 10, 11, 15, 16, 26, 26R, 50, 53I, 55, 59B, 59I 767, 770, 8354, 8400, 8401, 8402, 8403, 8406, 8410, 8411, 8423, 8432, 8435, 8436, 8437, 8441, 8442, 8460, 8462, 8464, 8471, 8479 1628, 1702, 1824, 1841, 1842, 1843, 1844, 1845, 1848, 1850, 1851, 1852 S10 , S12 , IC, InterRégió, EC, EN, gyorsvonat, | |
| 61  | 61 | Tóvároskert                          | 8716 S10 | |
| 64  | 64 | Tata                                 | 1, 2 8401, 8411, 8462, 8479, 8660, 8700, 8706 S10 , IC, InterRégió | |
| 77  | 77 | Komárom                              | 2, 2Y 8462, 8479, 8543, 8624, 8659, 8660, 8661, 8670, 8671, 8673, 8682, 8687, 8697, 8727, 8740 1824, 1852 S10 , S74 , S150 , IC, InterRégió | |
| 83  | 83 | Ács                                  | 8479, 8661, 8663, 8666, 8687 S10 | |
| 90  | ∫  | Nagyszentjános                       | S10 | |
| 96  | ∫  | Győrszentiván                        | S10 | |
| 100 | 95 | Győr-Gyárváros                       | 12, 12A, 30, 30A, 30B, 31, 31A 7008 S10 , InterRégió | |
| 104 | 98 | Győr érkező végállomás               | 1, 2, 5, 6, 7, 12, 15, 22, 22A, 22B, 30, 31, 32, 34, 38, CITY 7002, 7003, 7004, 7005, 7007, 7010, 7014, 7015, 7016, 7019, 7020, 7021, 7022, 7024, 7025, 7030, 7031, 7032, 7033, 7034, 7035, 7036, 7037, 7038, 7040, 7041, 7042, 7043, 7044, 7046, 7048, 7049, 7050, 7051, 7052, 7054, 7055, 7056, 7057, 7058, 7059, 7061, 7063, 7065, 7067, 7068, 7069, 7070, 7071, 7072, 7073, 7074, 7075, 7077, 7079, 7080, 7082, 7083, 7084, 7085, 7086, 7087, 7088, 7090, 7091, 7098, 7099, 7103, 7105, 7914 1507, 1563, 1592, 1623, 1639, 1663, 1702, 1706, 1707, 1708, 1710, 1711, 1712, 1713, 1715, 1728, 1794, 1822, 1826, 1850, 1852 S10 , IC, EC, EN, ER, InterRégió, személyvonat, gyorsvonat, | |